# 海胆科维尔氏菌
海胆科维尔氏菌（学名：Colwellia echini）是科尔韦氏菌属的下属物种。此物种是一种革兰氏阴性、不形成孢子、过氧化氢酶阳性、氧化酶阳性且耐冷的杆状细菌。此物种最早从收集于丹麦厄勒海峡的Strongylocentrotus droebachiensis（一种海胆）的肠子中分离出来。

## 历史
海胆科维尔氏菌是在筛选海胆肠道产酶菌时分离得到的。Strongylocentrotus droebachiensis从丹麦赫尔辛格海岸附近的厄勒海峡被采集。将分离自其肠道的细菌培养在海洋培养基2216，并在含有15克琼脂每升（MA）的培养基平板上进行培养。通过能够在固体琼脂培养基中产生凹坑的能力，从MA平板上分离得到A3T菌株。

## 词源
拉丁属格阳性名词“echini”，指海胆，表示海胆科维尔氏菌与海胆有关。

## 系统发育学分类
基于16S rRNA基因序列的系统发育分析表明菌株A3T属于科尔韦氏菌属。菌株A3T与科尔韦氏菌属的物种（冷红科维尔氏菌和海盘车科维尔氏菌）之间的16S rRNA基因序列相似性为97.5%。菌株A3T与科尔韦氏菌属其他成员之间的平均核苷酸同一性为78.6%至80.5‰，DNA-DNA杂交预测显示菌株A3T与其他科尔韦氏菌属物种之间的相关性值小于23‰。

## 描述
海胆科维尔氏菌是一种不形成孢子、兼性厌氧的革兰氏阴性菌。它能够在5°C至25°C（最佳20℃）、pH7.0之pH9.0（最佳7.0）和存在1%至6%（w/v）NaCl（最佳3%）的条件下生长，因此它是一种耐冷、中性且耐盐的生物。它的细胞是短且弯曲的杆状，长1µm至2µm，宽0.5µm，并且通过单极鞭毛运动。过氧化氢酶和氧化酶测试呈阳性。在海洋琼脂上的菌落是圆形和凸起的，具有黏液样稠度。